# Huesos (instrumento)
Los huesos son un instrumento musical de música folk que consisten, simplemente, en un par de huesos de animal, madera o algún material similar. Cuando se habla de huesos reales, partes largas de costillas y huesos de la parte inferior de la pata, o fémures, son los más utilizados; sin embargo, es más común encontrar pedazos de madera con la misma forma de dichos huesos. Si en su lugar se utilizan cucharas de metal, como suele ocurrir en Estados Unidos, se denomina "tocar las cucharas". Es probable que esta técnica llegara a EE. UU. por medio de irlandéses y otros inmigrantes Europeos y su historia se remonta a la China antigua, Egipto, Grecia, y Roma.

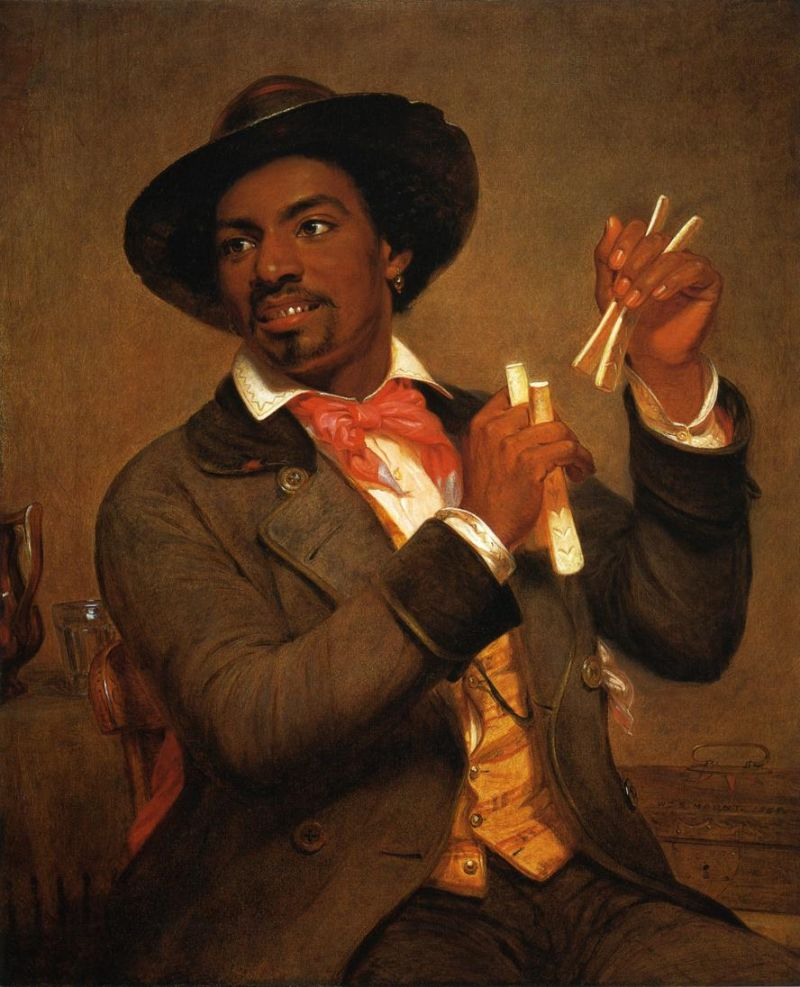
El músico de huesos por William Sidney Mount, 1856

"Mientras hace repiquetar un par de huesos" - de una ilustración de Henry Holiday vista en La Caza del Snark de Lewis Carroll, 1876

Han contribuido a muchos géneros de música, incluyendo los espectáculos minstrel del siglo XIX, la música irlandesa y escocesa tradicional, el blues, el bluegrass, el zydeco, y la música de Cayo Bretón en Nueva Escocia. El resonar de los huesos de costilla sueltos al golpear produce un sonido mucho más agudo que la tabla de lavar o washboard o el chaleco frottoir o rubboard utilizados en el zydeco. Estos últimos imitan el sonido del traqueteo de un hueso al chocar contra una caja torácica arriba y abajo. 

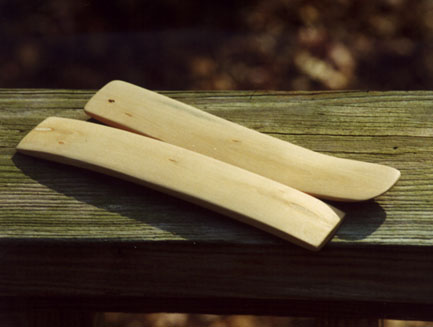
Un par de huesos musicales tallados de arce

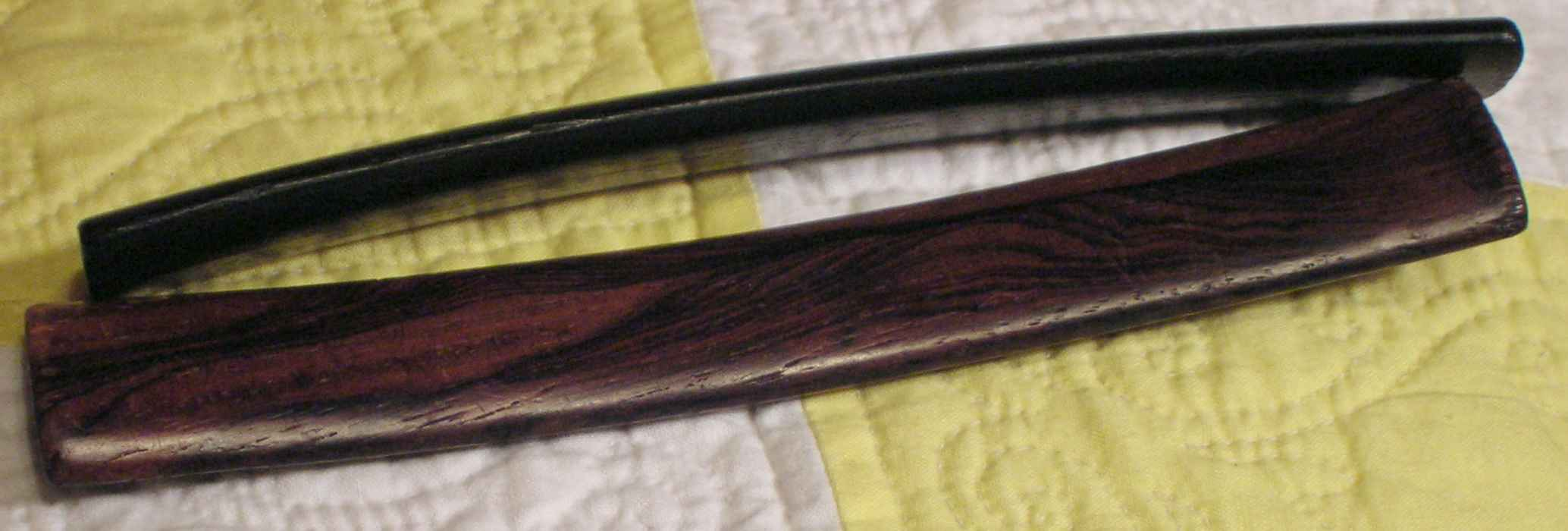
Un par de huesos musicales de madera

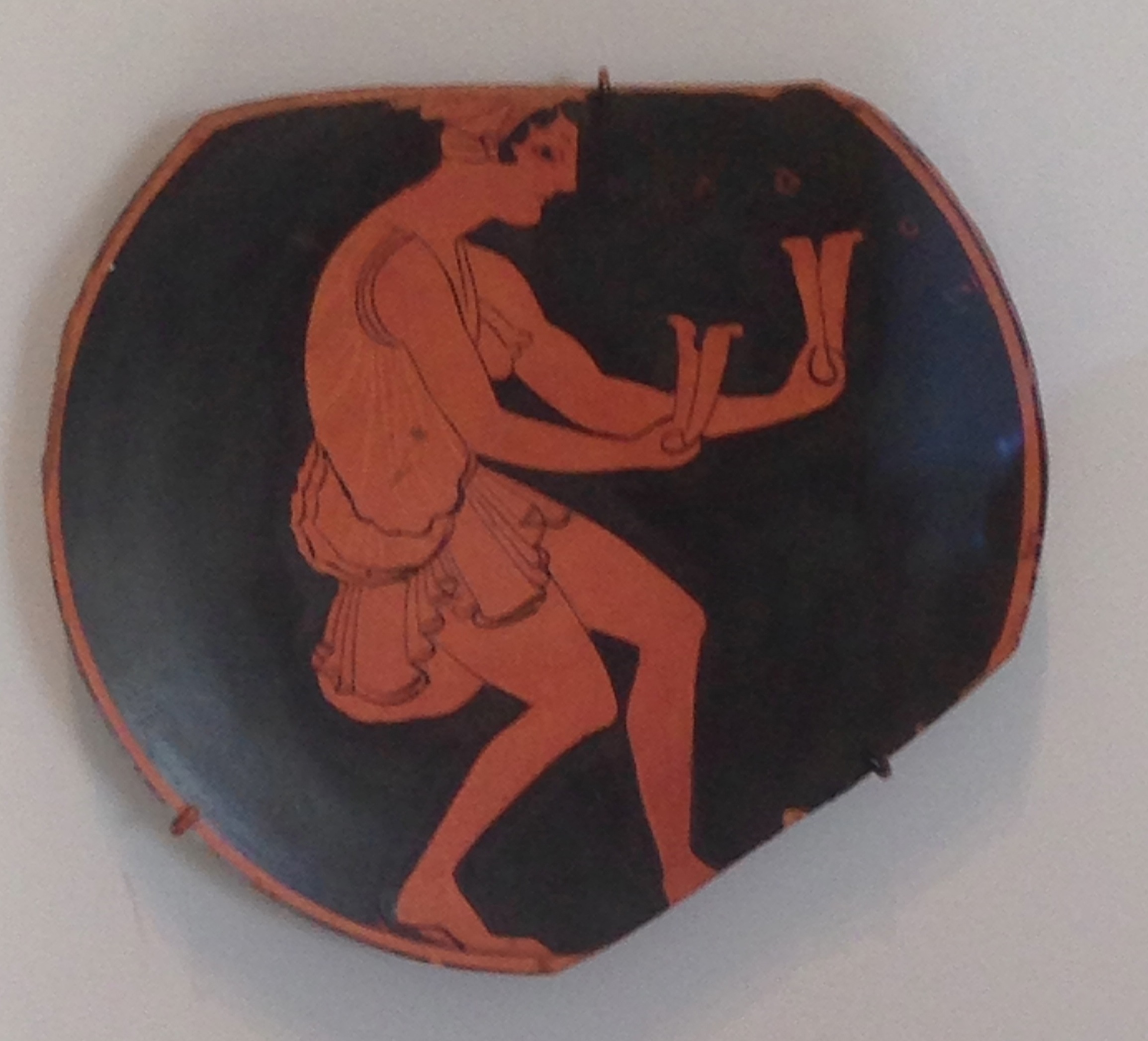
Fragmento de un Kylix griego, 510-500 A.C., Terracota, técnica de figura roja

Normalmente tienen una largura aproximada de entre 12 cm y 18 cm (5" a 7") y a menudo se encuentran ligeramente curvados asemejándos a duelas de barril. También es posible encontrar huesos planos creados cortando, por ejemplo, varas de medir. Este instrumento se toca sujetándolo ambas partes entre los propios dedos, con las partes convexas enfrentadas una a la otra y movimiento la muñeca de manera que choquen entre sí. Uno de los métodos consiste en colocar los huesos en ambos lados del dedo medio de manera que dos terceras partes de su largura se extiendan sobre la palma de la mano mientras se deja que el tercio restante se prolongue por el anverso de la mano, sobre los dedos. Se debe colocar la mano formando un puño suelto de forma que, los huesos y los dedos, queden curvados de manera aproximadamente paralela a la mano. Con la punta del dedo anular se presiona suavemente el borde del hueso más cercano, sujetándolo contra la palma y se deja el otro hueso moverse libre en la "bisagra" creada por el índice y el dedo medio. También es posible tocar los huesos creando la "bisagra" en el dedo anular mientras que el hueso colocado entre el dedo índice y el medio se sujeta firme contra la palma.  

Un músico puede tocar un par de huesos en cada mano, o solamente en una de ellas. 
Un elemento vital a la hora de tocar los huesos es no forzarlos a que hagan contacto uno con el otro mediante manipulación digital, sino permitiendo que el propio movimiento haga libremente el trabajo. Mediante el movimiento de la mano arriba y abajo perpendicular al torso, con la fuerza justa para impedir que los huesos se caigan de la mano, un estudiante paciente, puede conseguir hasta tres percusiones. Este sonido de choque es el ingrediente esencial para tocar los huesos. Una doble percusión se puede conseguir con el movimiento descrito anteriormente al que se le debe añadir una pequeña presión sobre los huesos para evitar el tercer choque. Una vez que se han dominado estas triples y dobles percusiones, se pueden combinar para crear combinaciones de sonidos rítmicas más complejas. El efecto es más pronunciado si se usa un par de huesos en cada mano. Un profesional puede producir una amplia variedad de sonidos que recuerden a los del baile de claqué
La tradición irlandesa es única en la isla. Mientras los músicos norteamericanos tocan normalmente a dos manos, la mayoría de los músicos de huesos de la tradición irlandesa se distinguen por el uso en una sola mano, una singularidad que tiene un gran impacto en la articulación de la música.
La función de los arpegios (roll) de banjo comparada con la de los huesos dentro de una banda sugiere que estos últimos están estereotipados en un patrón de métrica de acompañamiento.
La canción infantil "Este Hombre Viejo" ("This Old Man" en inglés original) hace referencia a los huesos, en concreto, a los hueso de oveja. De ahí que se nombre en la canción el ligamento nucal que es un ligamento que se encuentra en la ovejas.

## Destacados músicos de huesos
- Hillar Bergman
- Brother Bones (1902-1974)
- Scatman Crothers (1910-1986)
- Dom Flemons Con Carolina Chocolate Drops (banda)
- Peadar Mercier (1914-1991)
- Barry "Bones (Huesos)" Patton